# Stránecká Zhoř (zámek)
Zámek ve Stránecké Zhoři je renesanční stavba, nacházející se ve stejnojmenné obci na Moravě nedaleko Velkého Meziříčí. Vznikl v 16. století v podobě pozdní tvrze z iniciativy Jana staršího Stráneckého ze Stránec. Od roku 1970 je zapsán do seznamu kulturních památek. V současnosti je v majetku Řádu rytířů Kristových.

## Popis zámku
Jedná se o čtyřkřídlou patrovou budovu s kruhovými věžemi a malými obdélníkovými okny s kamenným ostěním připomínající hradní charakter stavby. Půdorysem tvoří zámek pravidelný čtverec s malým uzavřeným nádvořím a jedním vjezdem ze severní strany, kudy probíhá místní komunikace, nad ní jsou budovy bývalého panského dvora. Celá jednoposchoďová budova je zděná, postavena v kombinaci kámen-cihla. Kryta je rovnou sedlovou střechou opatřenou pálenou krytinou.
Nad vjezdem vyčnívá věžička s malým zvonkem, kterému se od nepaměti říká „umíráček“. Ohlašuje svým chraplavým hlasem každé úmrtí v obci nebo jiná nebezpečí hrozící lidem či jejich majetku. Původně zajišťovala vstup výrazná hranolová věž, vysunutá z půdorysu zámku, zbořená v souvislosti s přeměnami objektu k hospodářským účelům v průběhu první poloviny 19. století, která je v současné době majiteli objektu obnovována.
Součástí prostor někdejší tvrze byla podle záznamů z přelomu 17. a 18. století také kaple. Stropy v přízemí jsou klenuté a v poschodí zhotoveny ze dřeva. Stavba je jen částečně podsklepena – na východní a severní straně, vlevo od vjezdu do nádvoří.

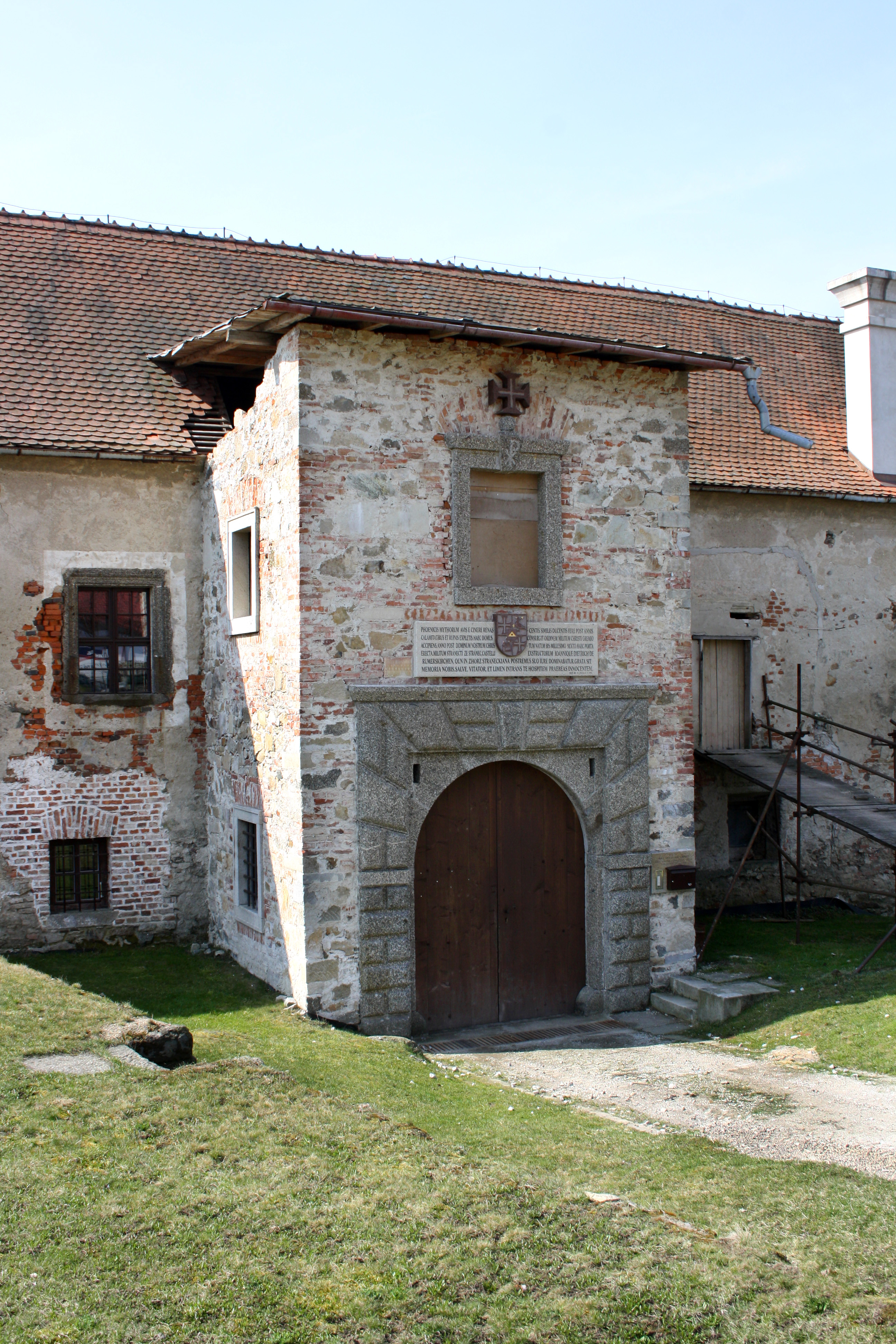
Nově zbudovaná vstupní partie objektu

U zdi uprostřed jihozápadního křídla na nádvoří stávala půlkruhová kašna a nad ní z kamene byla vytesána mužská hlava, z jejíhož ústního otvoru kdysi vytékala voda do kašny. Pod hlavou na kamenném podstavci byl vytesán nápis: Das ist der Kopf und Gesicht des Lampauer. (To jest hlava a obličej „světlonoše“ – přesný význam slova Lampauer není zcela jistý, nabízí se rovněž ztotožnění s krajovým označením chovatele jehňat) s uvedením roku 1684. Kašna byla tedy pravděpodobně postavena tehdejším majitelem zámku Rudolfem Rabattem Patrně později sem byla umístěna do výklenku nad kašnou socha sv. sv. Jana, ke kterému se chodili modlit místní věřící. V současnosti je kašna součástí prostor loveckého zámku v Kněževsi nad Oslavou. Zbylá část kašny v podobě památkově chráněné plastiky tzv. "Lampauera" z roku 1684 se do nedávné doby[kdy?] nacházela v prostorách bývalého zámku ve Stránecké Zhoři. Dnes je nezvěstná.

## Dějiny zámku

### Doba nejstarší
Stavbu v podobě značně rustikálně pojaté tvrze postavil na počátku 2. poloviny 16. století Jan st. Stránecký ze Stránec. Po pobělohorských konfiskacích ve 20. letech 17. století se stala převážně sídlem správy zdejšího statku, byla výrazně rozšířena, rezidenční účel byl nadále velice omezený. Někdejší šlechtické sídlo přestalo sloužit svému účelu definitivně již v roce 1729, kdy se stalo spolu s dvorem a dalším majetkem součástí meziříčského panství. Po následující staletí pak sloužil zámek jen jako seník a sýpky, byty zaměstnanců vrchnostenské správy a pracovníků v přilehlém dvoře. Jedním z uživatelů prostor bývalého zámku byl v polovině 18. století například ponocný.

### 1. polovina 20. století
Ve 30. letech 20. století po parcelaci panského dvora přišel zámek do majetku Družstva pěstitelů a šlechtitelů pro západní Moravu ve Velkém Meziříčí spol. s.r.o., později Elita Brno, které po roce 1950 již pod dalším názvem (Oseva Brno) svoji provozní činnost z větší části přemístilo do nově postaveného objektu o něco severněji, u státní silnice.

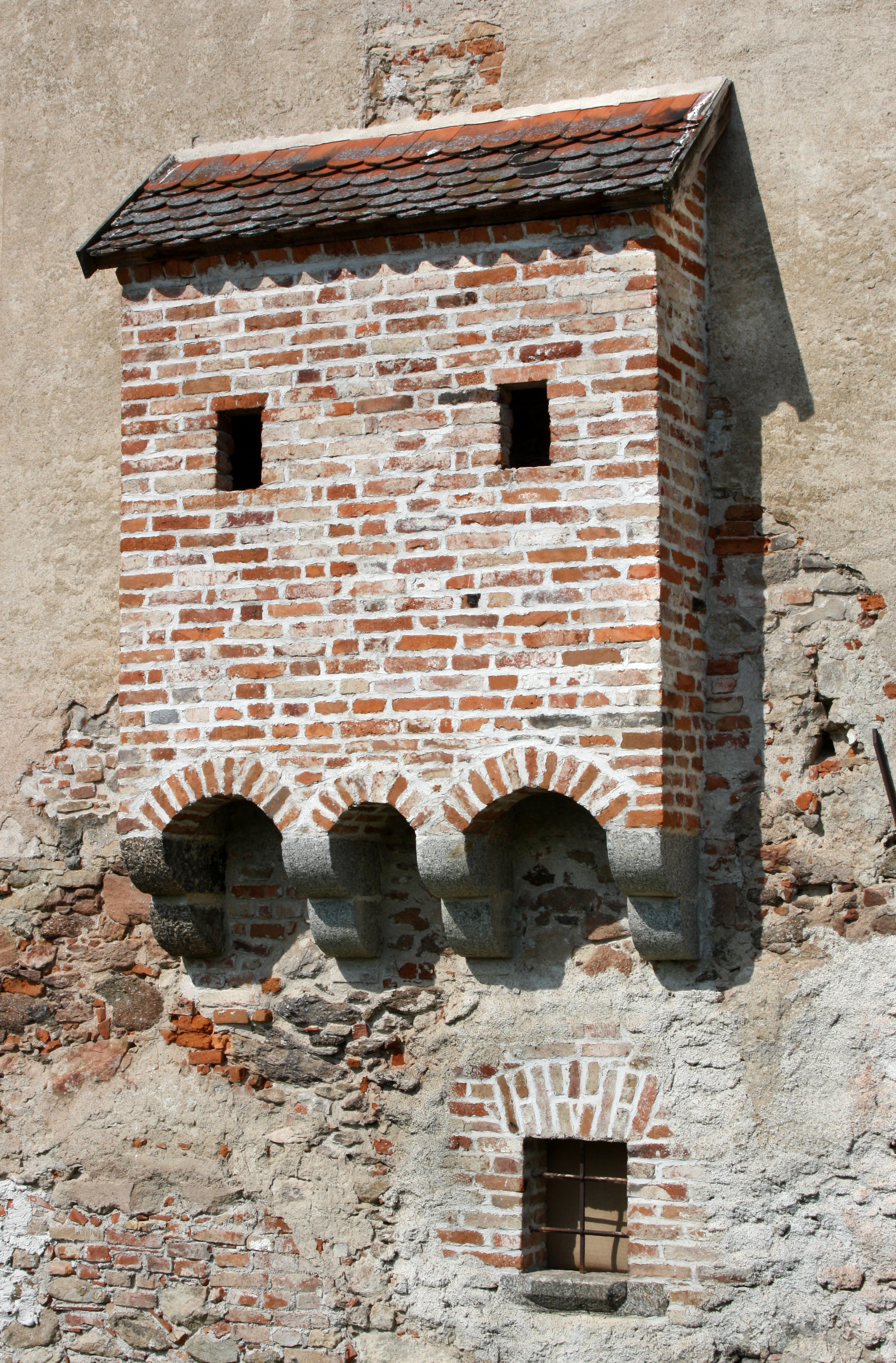
Rekonstrukce prevétu

Ještě předtím stihlo zámek neštěstí, když z lidské nedbalosti dne 2. března 1943 povstal oheň, který se rychle rozšířil a v krátké době zachvátil celý zámek. Velkým nákladem a úsilím byl zámek obnoven a dán opět do provozu. Na opravě zámku se podílela z velké části firma Kozina z Velkého Meziříčí. Hned druhého dne byl správce zámku a statku František Hejátko zatčen gestapem a poté zproštěn funkce. Na hospodářství byla uvalena nucená správa a toto přiděleno do podřízenosti zámku v Rantířově u Jihlavy. Novým správcem byl jmenován neznámý a záhadný člověk jménem Glass. Jak záhadně přišel, tak i po válce záhadně zmizel.

### 2. polovina 20. století
V poválečných letech využívalo budovu zámku stále Družstvo pěstitelů a šlechtitelů Elita, později Oseva. Netrvalo dlouho a na majitele zámku přišla další pohroma v podobě poúnorové konfiskace všeho majetku podnikatelským a jiným majetným vrstvám. Tak se stalo, že po únoru 1948 přešel zámek a vše, co k němu náleželo, do vlastnictví státu.
Hledalo se řešení pro nové využití zámku, které bylo nalezeno v 50. letech ve zřízení Učňovské školy zemědělské. V té době byl nešetrně proveden zásah do střešní konstrukce jihozápadního křídla, který narušil celkový vzhled zámku. Bylo zde neodborně vestavěno 6 podkrovních místností s výklenky ve střeše opatřenými okny. Vnitřek též stavebně upraven, někde i bez ohledu na zájmy státní památkové péče. Ani toto řešení nebylo trvalého charakteru a po deseti letech od zřízení zemědělské mistrovské školy, roku 1963, zámek osiřel a opět se vrátil do užívání Osevy a následně do JZD. To zde mělo sklady, poté dílny a také svoji závodní kuchyň s jídelnou, převzatou po předchozí zemědělské škole.
Dnem 1. ledna 1979 přešla celá budova zámku do správy MNV, který přenechal objekt dále k dočasnému užívání již sloučenému JZD Měřín (dnes Agro Měřín a.s.) se sídlem v Měříně, které současně přebralo budovu zámku s jeho omezeným využitím. Naposledy zde byla dřevodílna a sklad krmných směsí.

### Současnost

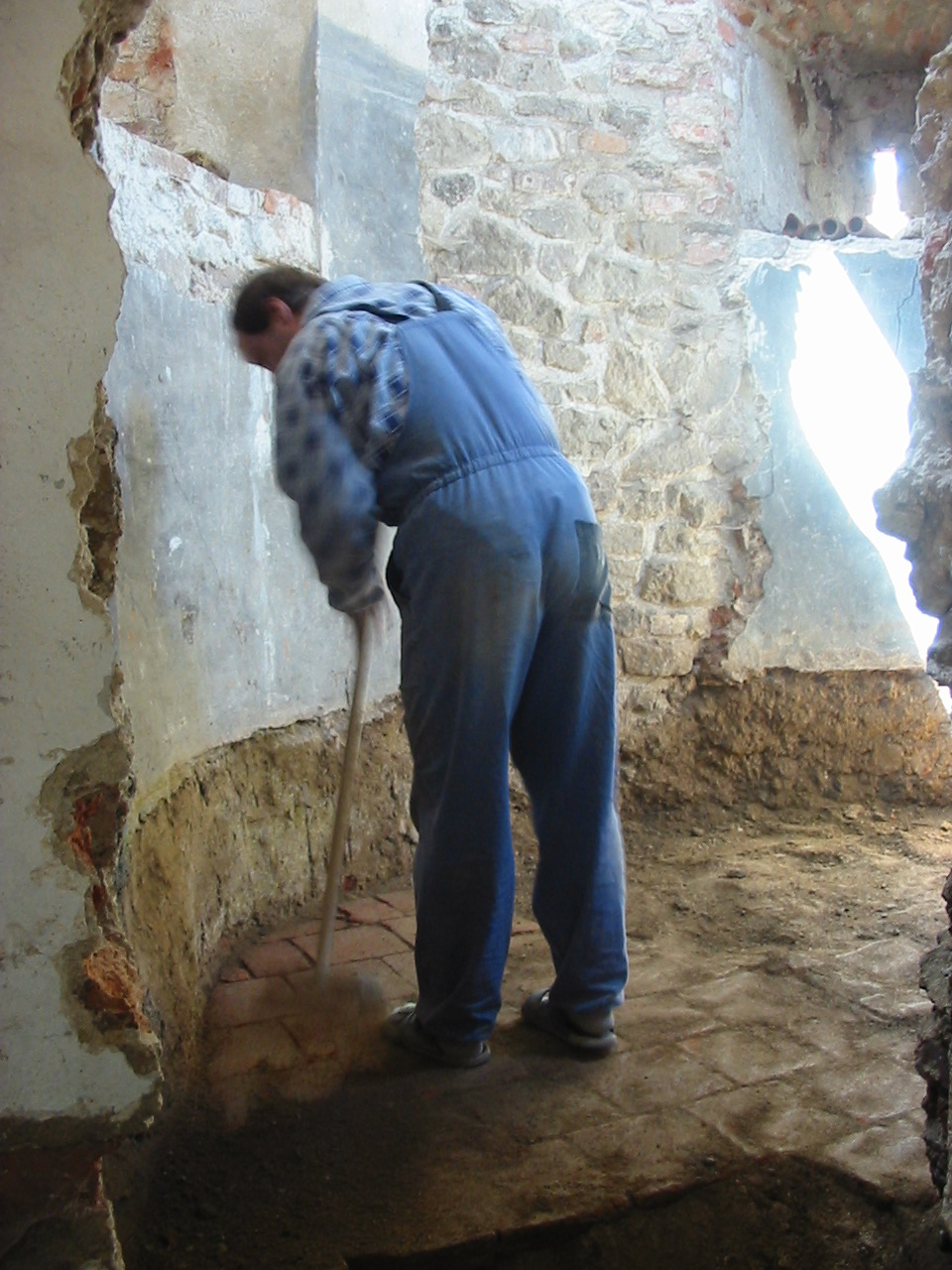
Interiér jedné z nárožních věžic v průběhu obnovy

V roce 1999 koupil zdevastovaný zámek Řád rytířů Kristových, jenž započal zajišťovací práce. Zámek bude po dokončení oprav[kdy?] sloužit jako sídlo řádu a také bude využíván v rámci spolupráce s obcí. Hlavním bodem využití má být v budoucnu dosud nedokončená kaple Božího milosrdenství v jižním křídle, ke které přiléhá tzv. kapitulní síň s kryptou, v patře západního křídla má být podle tvrzení vlastníka zbudována rozsáhlá knihovna, do které se uloží knihy v majetku řádu a má sloužit i veřejnosti, dále pak dva sály pro příležitostné akce, kancelář apod. Jedinými výraznějšími aktivitami, kterými se zámek a spolu s tím i jeho vlastník v poslední době[kdy?] presentuje, jsou příležitostná vystoupení skupin historického šermu. 